# شرق الاستوائية (ولاية)

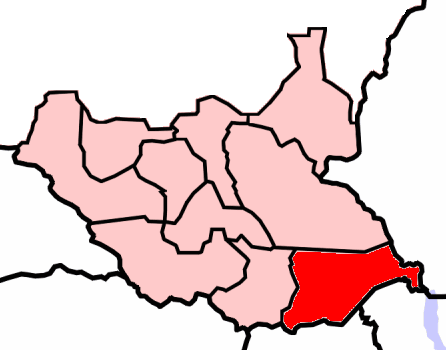
ولاية شرق الاستوائية

ولاية شرق الاستوائية هي إحدى ولايات جنوب السودان وعاصمتها بلدة كبويتا.

## وصلات خارجية
- خبار بلادي .. السودان .. ولاية شرق الاستوائية